# Juranville
Juranville ist eine französische Gemeinde mit 435 Einwohnern (Stand: 1. Januar 2022) im Département Loiret in der Region Centre-Val de Loire. Sie gehört zum Kanton Le Malesherbois und zum Arrondissement Pithiviers. 
Sie grenzt im Norden an Auxy, im Nordosten an Corbeilles, im Osten an Lorcy, im Süden an Mézières-en-Gâtinais, im Südwesten an Saint-Loup-des-Vignes und im Westen an Beaune-la-Rolande.

## Bevölkerungsentwicklung
| Jahr      | 1962 | 1968 | 1975 | 1982 | 1990 | 1999 | 2008 | 2018 |
| --------- | ---- | ---- | ---- | ---- | ---- | ---- | ---- | ---- |
| Einwohner | 394  | 381  | 350  | 334  | 373  | 403  | 478  | 435  |

## Sehenswürdigkeiten
- Kirche Saint-Martin, seit 1974 Monument historique

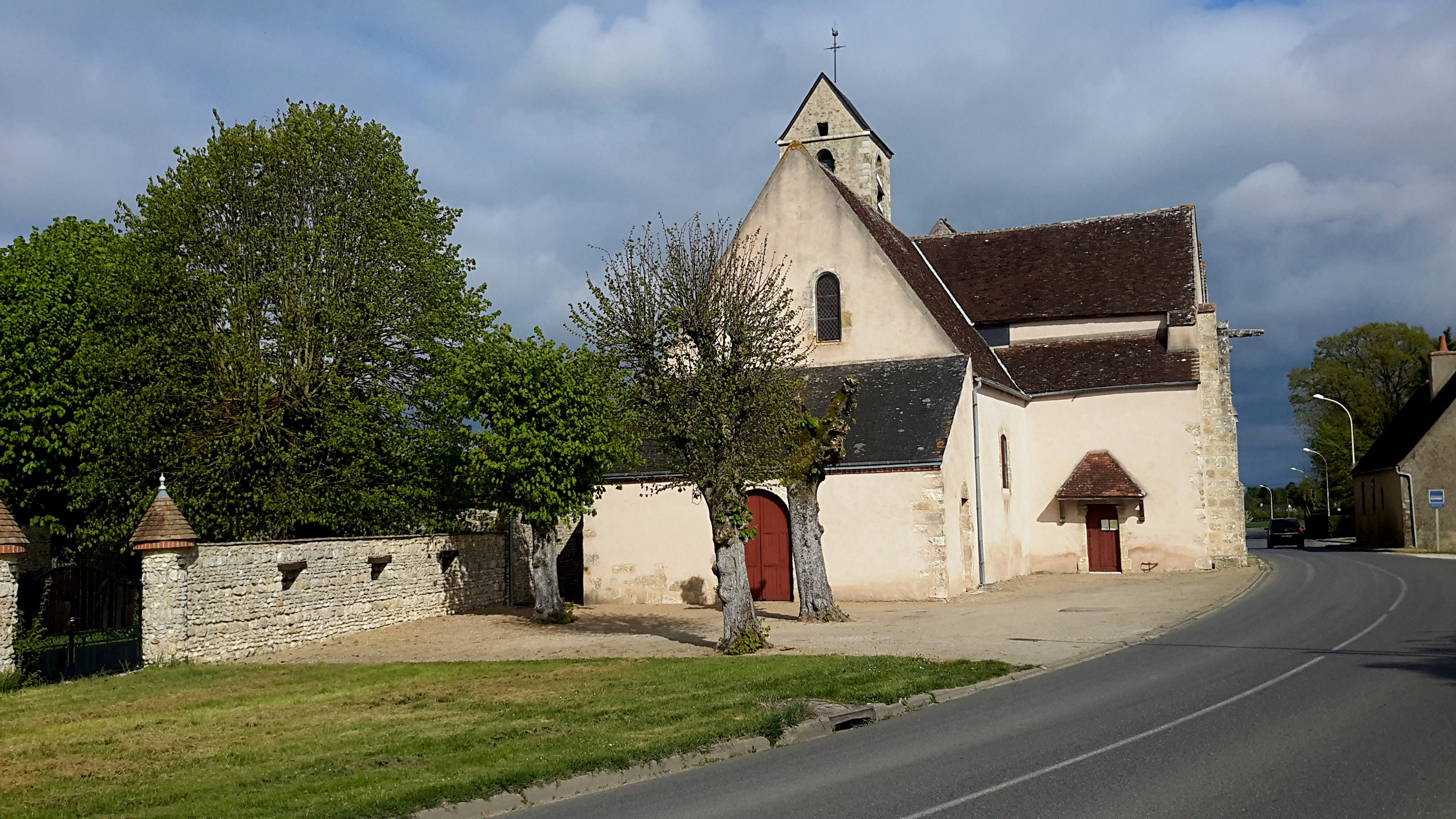
Kirche Saint-Martin